# Antrim megye (Michigan)
Antrim megye az Amerikai Egyesült Államokban, azon belül Michigan államban található. Megyeszékhelye Bellaire, legnagyobb városa Elk Rapids. Lakosainak száma 23 431 fő (2020. április 1.). Antrim megye Charlevoix, Otsego, Kalkaska, Grand Traverse, Leelanau és Crawford megyékkel határos.

## Népesség
A megye népességének változása:
| Lakosok száma | 23 519 | 23 418 | 23 418 | 23 370 | 23 154 | 23 431 |
|               | 2010   | 2011   | 2012   | 2013   | 2015   | 2020   |